# 1378

## Esdeveniments
- 8 d'abril - Roma (Itàlia): L'elecció de l'arquebisbe de Bari Bartolomeo Prignano com a papa Urbà VI (1378-1389) provocarà l'inici del Cisma d'Occident el dia 20 de setembre.
- 20 de setembre - Fondi (Itàlia): és elegit el cardenal Robert de Ginebra com a papa Climent VII d'Avinyó (1378-1394), començant així Cisma d'Occident, per instigació del rei Carles V de França.
- Possible aparició del Cometa de Halley

## Naixements
Món
- 16 d'agost - Pequín- Ciutat Prohibida (Xina): Zhu Gaochi, quart emperador de la Dinastia Ming amb el nom de Hongxi (m. 1425).[1]

## Necrològiques
Països Catalans
Món
- 27 de març - Roma: Gregori XI, setè i últim Papa del pontificat d'Avinyó.
- 1 de juliol - Lieja (Principat de Lieja), Joan d'Arkel Príncep-bisbe del principat de Lieja i d'Utrecht